# Большое Плоское (Лихославльский район)
Большое Плоское — деревня в Лихославльском районе Тверской области. Относится к Сосновицкому сельскому поселению.

## География
Расположена в 18 км на северо-запад от центра поселения деревни Сосновицы и в 23 км на северо-запад от районного центра Лихославля.

## История
В 1843 году в селе была построена деревянная Никольская церковь с 2 престолами.
Казанская каменная церковь была построена на средства прихожан и промышленника А.А. Добровольского, бывшего владельца Калашниковского стекольного завода. Для строительства этой церкви между селом Плоское и деревней Пурышево был построен кирпичный завод. Разрешение на строительство Казанской каменной церкви было получено в 1884 году. Подрядчиком при строительстве церкви выступил московский купец Алексей Толстяков. В 1901 году отдельно стоящий храм и колокольню объединили общей обширной трапезной. 
В конце XIX — начале XX века село входило в состав Дорской волости Новоторжского уезда Тверской губернии.  
С 1929 года деревня являлась центром Больше-Плосского сельсовета Лихославльского района Тверского округа Московской области, с 1935 года — в составе Калининской области, с 1994 года — в составе Барановского сельского округа, с 2005 года — в составе Барановского сельского поселения, с 2017 года — в составе Сосновицкого сельского поселения. 

## Население
| 1859 | 1884 | 2002 | 2010 |
| ---- | ---- | ---- | ---- |
| 526  | ↗632 | ↘60  | ↗75  |

## Достопримечательности
В деревне находится недействующая Церковь Казанской иконы Божией Матери (1886).